# Дюран, Жак
Мари Жак Массакрье-Дюран (фр. Marie-Jacques Massacrié-Durand; 22 февраля 1865, Париж — 22 августа 1928, Авон, департамент Сена и Марна) — французский музыкальный издатель, сын Огюста Дюрана.
В середине 1880-х гг. учился в Парижской консерватории у Теодора Дюбуа (гармония) и Эрнеста Гиро (композиция). В молодости сочинил ряд вокальных произведений.
С 1891 г. был компаньоном своего отца в издательской фирме «О. Дюран и сын» (фр. A. Durand & fils). После смерти отца в 1909 г. привлёк в качестве компаньона своего кузена Гастона Шуанеля, затем в 1920 г. другого кузена Рене Домманжа. В 1915—1916 гг. участвовал в разработке дополнений и поправок к Бернской конвенции об авторских правах.
Дюран унаследовал от своего отца как деловую хватку и дипломатические способности переговорщика, так и музыкальный вкус и профессионализм. Особое значение имело его многолетнее сотрудничество с Клодом Дебюсси, начавшееся в феврале 1889 г. с того, что молодой Дюран по предложению своего отца исполнил вместе с композитором в частном концерте премьеру его Маленькой сюиты для фортепиано в четыре руки. Дебюсси посвятил Дюрану свою симфоническую поэму «Море» (1905). Между композитором и издателем сложились очень близкие отношения, что позволило А. Шартону биографу Дебюсси назвать Дюрана его главным собеседником и доверенным лицом. Издатель в финансовых вопросах всегда старался выручить композитора находящегося в тяжёлом материальном положении. Так, на момент смерти музыканта в марте 1918 года он задолжал издательскому дому Дюрана 66 тысяч 235 франков. Письма Дебюсси были изданы Дюраном в 1927 году (фр. Lettres de Claude Debussy à son éditeur), а оригиналы переданы в Национальную библиотеку.
Помимо Дебюсси Дюран также печатал почти все произведения Мориса Равеля и многие работы других новейших композиторов. Вместе с тем в 1914 г. он основал Классическую коллекцию Дюрана, в рамках которой известные произведения композиторов прошлого выходили под редакцией крупных современных авторов: так, Дебюсси редактировал издание Фридерика Шопена, Равель — фортепианные пьесы Феликса Мендельсона, Габриэль Форе — Роберта Шумана и т. д.
Дюран написал профессиональное пособие по ведению бизнеса в музыкальной сфере (фр. Cours professionnel à l'usage des employés de commerce de musique; 1923) и оставил двухтомные воспоминания (фр. Quelques souvenirs d'un éditeur de musique; 1924—1925).